# Grb Maroka
Grb Maroka je službeno usvojen 14. kolovoza 1957.
Grb su dizajnirali Gauthier i Hainaut. Sastoji se od štita kojeg pridržavaju dva lava. Na štitu su prikazani zeleni pentagram na crvenoj pozadini ispred planine Atlas, te izlazeće sunce. Iznad štita je kraljevska kruna, a ispod traka sa stihom iz Kurana: إن تنصروا الله ينصركم (Pomozi Bogu i on će pomoći tebi).